# 斜视手术
斜视手术（又称眼外肌手术、眼肌手术或眼球对准手术）是一个对眼外肌进行矫正斜视，眼睛错位的手术。每年约有120万例的眼外肌手术是美国第三
大最常见的眼科手术。最早成功的眼外肌手术案例是约翰·弗里德里希·迪芬巴赫（Johann Friedrich Dieffenbach）在1839年10月26日对一名七岁的内斜视儿童进行的；1818年的时候，马里兰大学巴尔的摩市的外科医生兼教授威廉·吉布森（William Gibson）就已经进行了一些较早的手术尝试。
1837年纽约眼科医生约翰·斯卡德（John Scudder）在美国报纸上发表了一些通过割断部分眼外肌纤维来治疗斜视的想法。

## 类型
眼肌手术通常矫正斜视，包括以下内容：
- 宽松/弱化步骤  
  - 衰退涉及将插入的肌肉向后移动至其起点
  - 肌切除术
  - 肌切开术
  - 肌腱切除术
  - 切开
- 拧紧/加强手法

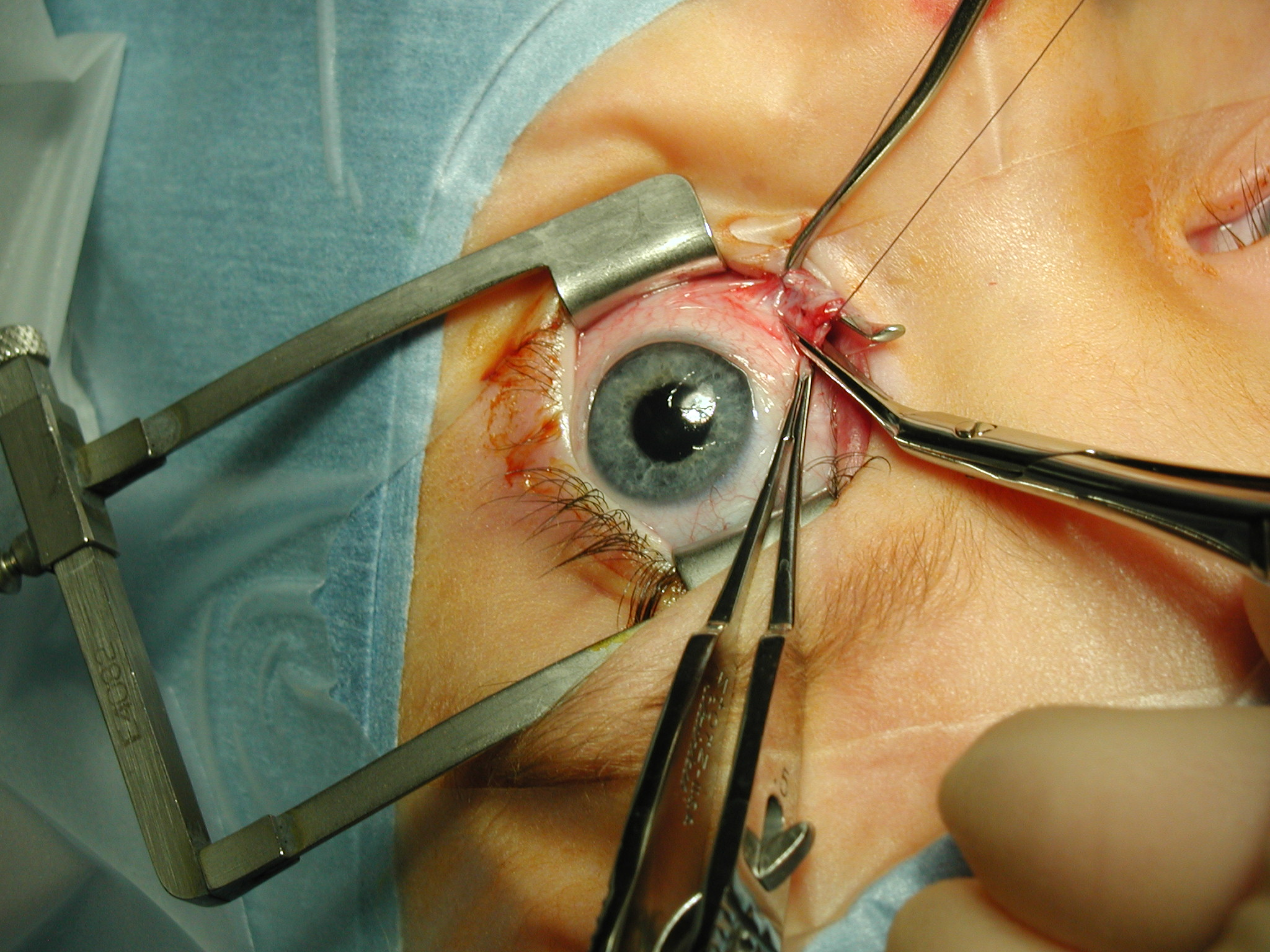
插入内直肌

  - 切除术：把一只眼肌分离开、从肌肉的远端移除部分肌肉然后将肌肉重新移到眼睛上
  - 塞入手术
  - 把一只眼肌从它原来眼球位置上推向前面的位置
- 换位/重新定位
- 可调缝线手术是一种在术后第一天内通过可缩短或延长的缝线重新连接眼外肌的方法，以此获得更好的眼球对准

斜视手术一天内便可完成。患者只需要在医院呆几个小时，需要的术前准备也很少。手术的平均时长是不定的。患者在术后会感到痛楚并红肿，倘若需要再次做手术，会感到更多的疼痛。术后切除肌肉比衰退更加痛苦，另外还会延长红肿的时间并可能在术后早期引起一些呕吐。
为了防止光线刺激到眼睛，外科医生会为患者盖上一条可遮住眼睛的遮挡物。建议患者最好戴上此物以避免光线或眼球转动刺激眼睛时引起的不适。

## 后遗症

### 对准和功能改变
矫正过度和矫正不足：手术治疗可能导致眼睛完全对中（骨性近视）或接近对中，也可能导致矫正过度或矫正不足，或者需要进一步治疗或其他手术的治疗。如果患者在手术后能够达到一定程度的双眼融合，那么眼睛在较长时间内保持对齐的可能性要高于没有对齐的情况。在一项对婴儿内斜视患者的研究中（该婴儿患者在术后6个月后出现小角度（8屈光度）内斜视或相同大小的小角度外斜视）发现，与小角度外斜视患者相比，那些小角度内斜视患者在手术5年后更容易出现双眼对齐。有初步证据表明，如果及早进行手术治疗，婴幼儿内斜视患者术后双眼视力会更好（见：婴儿内斜视手术）。
其它偏差：治疗斜肌紊乱的斜视手术有可能导致眼睛连续错位。首先，可能会出现分离的垂直偏差。有迹象表明，如果儿童在很小的时候就进行手术，这种偏斜的严重程度可能会较低。其次，斜视手术也可能导致主客观眼球偏斜，如果视觉系统无法修补此类情况，则可能导致眼球偏斜和旋转性复视（眼圈复视）。
对于单纯的水平直肌手术，采取一定的手术预防措施可以预期或避免垂直偏斜，A—V型和环性斜视。
功能上的见解：斜视手术的常见结果是持续性微屈光（也称为单固定综合征）。
功能改善和进一步的益处：长久起来人们都认为长期性成人斜视患者只能获得美容方面的改善效果；近年来，在这类患者中也出现了融合的情况，前提是术后对准度要非常高。在术前内斜视的情况下，矫正会扩大患者的双眼视野并改善周边视力。此外，眼球对准可以给患者带来心理和经济效益。(参见： 社会心理影响的斜视)。

### 并发症
复视在手术后的头几个星期相当频繁。
术后很少或极少发生的并发症包括：眼部感染、巩膜穿孔时出血、肌肉滑脱或脱离，甚至导致失明。
眼肌手术会制造疤痕（纤维化）；若疤痕范围略大，可能会被视为眼白上的凸起组织和红色组织。手术中使用丝裂霉素C可以减少纤维化。
由瑞士眼科医生丹尼尔·莫洪（Daniel Mojon）设计的一种较新的方法，微创斜视手术（MISS），有可能降低并发症的风险并促进更快的视觉康复和伤口愈合。在手术显微镜下进行的结膜切口比传统的斜视手术要小得多。2017年发表的一项研究表明，两组患者术后即刻结膜和眼睑肿胀的并发症较少，长期结果相似。即使在受限的情况下，MISS也可适用于所有类型的斜视手术，即直肌凹陷、切除、移位和褶皱。
在斜视手术中，由于眼心反射作用，很少会发生危及生命的并发症。

## 参看
- 眼外科手术
- 所谓视能训练师
- 立体视恢复